# Варго (Алесандрија)
Варго је насеље у Италији у округу Алесандрија, региону Пијемонт.
Према процени из 2011. у насељу је живело 93 становника. Насеље се налази на надморској висини од 365 м.